# Riserva naturale integrale di Zurigo
La riserva naturale integrale di Zurigo è un parco naturale del Canton Zurigo, in Svizzera. Al suo interno si trovano il bosco della Sihl e il parco faunistico di Langenberg. Entrambi questi siti si trovano nella valle del Sihl, a sud di Zurigo.
La superficie della riserva rientra nei comuni di Langnau am Albis e Horgen. Il fiume Sihl scorre nella fascia orientale dell'area e riceve diversi affluenti nella sua sponda destra. Lungo il fiume corre la strada principale 4. All'interno della riserva è anche presente la stazione ferroviaria di Sihlwald sulla ferrovia della valle del Sihl (Sihltalbahn).

## Collegamenti esterni

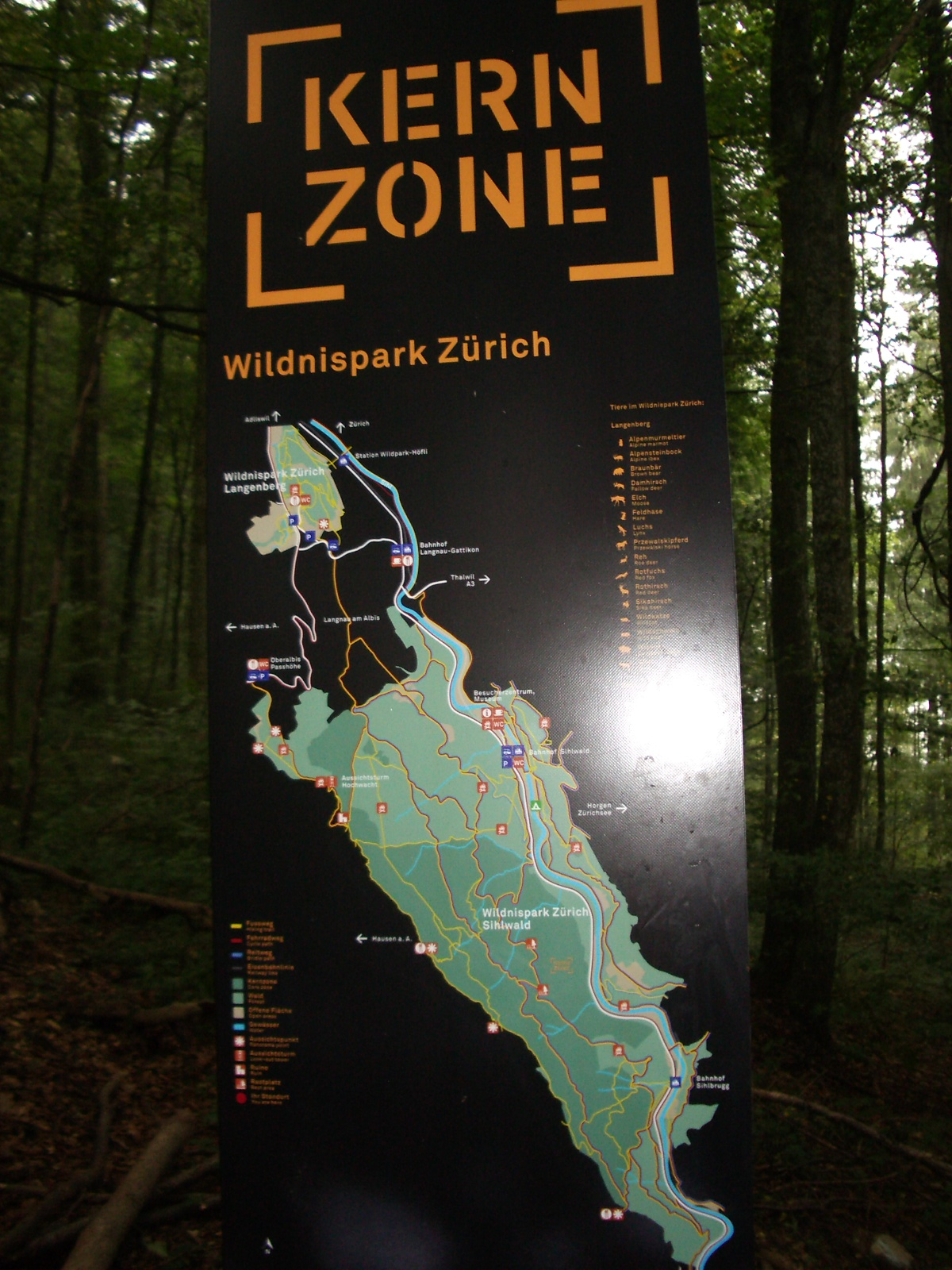
Cartello all'interno della riserva.

## Descrizione
Sito tra le città di Zurigo e Zugo, il bosco della Sihl è una faggeta di 1100 ettari, la più grande dell'Altipiano svizzero. Il parco è attraversato da 72 km di sentieri escursionistici, 58 km di piste ciclabili e 54 km di percorsi equestri.